# Focke-Wulf Ta 152

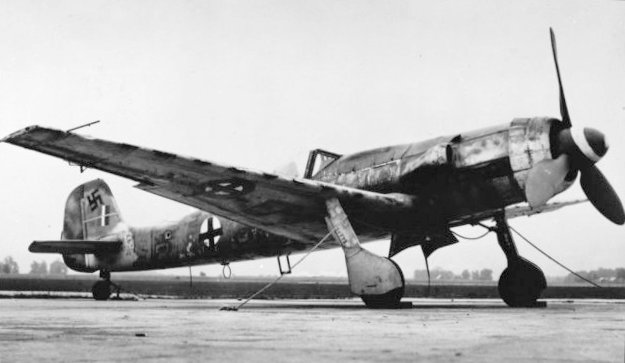
Ta 152H

Focke-Wulf Ta 152 är ett tyskt höghöjdsjaktflygplan från andra världskriget, tillverkat av Focke-Wulf och ritat av Kurt Tank. Ta 152 producerades endast i en begränsad mängd sent i kriget.

## Utveckling

### Höhenjäger-programmet
I maj 1942 startade RLM Höhenjäger-programmet. Detta var ett program som skulle resultera i ett nytt jaktplan som skulle verka på mycket höga höjder i syfte att bekämpa de allierades högt flygande bombflygplan. Kravet var att den nya maskinen effektivt skulle kunna flyga på 12 500 meters höjd. Messerschmitt föreslog en utvecklad Bf 109, med ny motor och längre vingspann, och Blohm & Voss ledde ett tag utvecklingen av Bv 155, som byggdes i två prototyper men utvecklingen drog ut på tiden och lades slutligen ned. 
Kurt Tank hade sedan 1943 påbörjat arbetet med en ersättare till Focke-Wulf Fw 190, som var en stor framgång för Luftwaffe. Trots att Kurt Tanks ritningar visade ett flygplan som visuellt kan anses vara ganska likt Fw 190, var planet en ny konstruktion. Detta flygplan, Ta 152, som skulle utnyttja flera av de fördelar och konstruktionsprinciper som fanns hos Fw 190, gavs resurser att utvecklas till ett höghöjdsjaktplan av RLM, kallat Ta 152H.

### Prototypen
Olikt Fw 190 skulle planet drivas av en radmotor som var optimerad för flygning på mycket höga höjder. Motorn som valdes för detta var Junkers Jumo 213. Detta var en 12-cylindrig vätskekyld radmotor, med inverterad V-konfiguration. Denna variant av motorn var av modell E, och hade en tvåstegs, mekanisk kompressor samt MW-50 vatten-metanol injektionssystem. Denna motor producerade 1 750 hästkrafter, och 2 050 hk med MW-50. 
Prototypen Ta 152A, flög för första gången i juli 1943. RLM ansåg att denna version inte skulle ges resurser, utan Ta 152 skulle utvecklas till ett höghöjdsjaktplan samtidigt som en ny variant av Fw 190 skulle utvecklas som en tillfällig lösning tills Ta 152 kunde sättas i storskalig produktion, detta blev Fw 190D. 
Planets utveckling drabbades av flera missöden, den första flygande prototypen av Ta 152H havererade i juli 1944 och en andra prototyp, Ta 152C, förlorades under ett bombanfall i augusti samma år.

## Användning
Tjugoen plan av förproduktionsvarianten Ta 152H-0 byggdes innan slutet på 1944, med start i november 1944. Testflygningarna utfördes av Erprobungskommando 152 vid Rechlin innan de sattes in i aktiv tjänst hos JG 301. 
Det första allierade plan som sköts ned av en Ta 152 var en P-51 Mustang i mars 1945. JG 301 fick aldrig tillräckligt många Ta 152 för att tjänstgöra i full styrka, och många av planen stod på marken väntande på reservdelar eller bränsle. 
I april 1945 hamnade Ta 152 i strid med brittiska Hawker Tempest, i en strid som den tyska piloten Willi Reschke minns:
| ”                                                                                            | ...Det var två mot två när kurvstriden på marknivå började. Vi visste att Tempest var ett mycket snabbt jaktflygplan, använt av britterna för att jaga och skjuta ned våra V-1:or. Men här, i en strid som aldrig skulle stiga över 50 meter, skulle hastigheten inte spela en stor roll. Maskinernas förmåga att svänga skulle vara avgörande. Båda piloterna insåg från början att det skulle bli en hård kamp och använde varje flygtrick och taktisk knep möjligt för att försöka få övertaget. På den här höjden hade man inte råd att göra minsta misstag. Och för första gången sedan jag flög Ta 152 började jag verkligen uppskatta exakt vad detta flygplan kunde göra. Genom att dra allt tightare svängar kom jag närmare och närmare Tempest, utan att någonsin känna att jag ens närmade mig Ta 152:s gränser. Och för att hålla sig utanför mitt sikte tvingades Tempest-piloten att ta allt farligare undvikande åtgärder. När han slog över till motsatt håll visste jag att hans sista försök att svänga innanför mig hade misslyckats. Den första skuren från min Ta 152 träffade Tempest i aktern. Fiendeflygplanet skakade märkbart och, förmodligen som en instinktiv reaktion styrde Tempest-piloten omedelbart in i en styrbordsväng, vilket gav mig ännu större fördel. Nu fanns det inget undanflykt för fienden. Jag tryckte på min avfyrningsknapp en andra gång, men efter några skott tystnade mina vapen, och trots alla mina ansträngningar att rensa dem vägrade de att avfyra ytterligare en skott. Jag kan inte längre komma ihåg vem och vad jag inte svor åt. Men lyckligtvis insåg inte Tempest-piloten min knipa eftersom han redan hade fått träffar. Istället fortsatte han desperat att vrida och vända, och jag positionerade mig själv så att jag alltid var precis inom hans synfält. Till slut - oundvikligt - överstegrade han. Tempests vänstra vinge sjönk och han kraschade in i skogen precis nedanför oss. | „ |
| – Oberfeldwebel Willi Reschke, John Weal, Focke-Wulf Fw 190 Aces of the Western Front, 1996. | |   |

I maj 1945 upplöstes JG 301 och dess personal tillfångatogs av britterna. De få piloter som flugit Ta 152 avlade rapporter om ett mycket kapabelt jaktplan.

## Varianter
- Ta 152H-0, förproduktionsvariant
  - Ta 152H-1, produktionsvariant, cirka 190 exemplar byggdes.
- Ta 152C, variant försedd med en Daimler-Benz DB 603LA-motor på 1 566 kW (2 100 hk), vingspannet ökades till 11 m och stjärtpartiet omdesignades. Prototypen flög första gången 19 november 1944
  - Ta 152C-1, beväpnad med en 30 mm MK 108 kanon och fyra 20 mm MG 151/20 kanoner, två i vingrötterna och två ovanför motorn.
  - Ta 152C-2, något modifierad beväpning och förbättrad radio
  - Ta 152C-3, variant av Ta 152C utrustad med en MK 103-kanon istället för en MK 108-kanon
- Ta 152E, höghöjdsvariant avsedd för fotospaning
  - Ta 152E-1, variant avsedd för fotospaning